# 本田祐也
本田 祐也（ほんだ ゆうや、1977年 - 2004年）は日本の作曲家。

## 生い立ち
東京生まれ。音楽の楽理研究をしていた父親と、ピアノ教師の母親との間に生まれ、音楽一家に育つ。幼少期、父親の研究のために一家で渡仏。公立小学校に通いながらピアノを始める。帰国後、すっかりフランス人化していた本田は、日本の小学校では足が速くないと馬鹿にされると気づき、一転して陸上部に入部。猛烈に走りこむ日々を送る。中学校では地元のバスケットコートで独特なドリブルなどの特技を編み出し、そこで写真家となる小沼慶太郎と出会う。漫画家の松本大洋や、映画監督の塚本晋也などの作品から影響を受け、絵やテキスト、映像などの表現にも興味を持つようになり、8mmフィルムの実験映画の製作などの活動をする。同時に、ピアノでも高速プレイに挑戦するといった独特のフィジカルなアプローチを続ける。また、合唱コンクールでの指揮の体験を通して「指揮者」に憧れをもつようになる。ジャズピアニストである大口純一郎を通して、アントニオ・カルロス・ジョビンなどのジャズの世界にも親しんだのもこの頃。また、父親の教え子であった阿部海太郎にも出会い、交流を深めた。

## 音楽家としてのはじまり
高校卒業後はチンドン屋「キンギョ」（金森香らが主催）の活動に加わり、富山のチンドンコンクールにも参加するも、その活動休止後の1999年、東京芸術大学音楽学部作曲科に入学する。作曲を小鍛冶邦隆に師事。同年8月、グループ展「ンミミュ二」でのパフォーマンスを皮切りに、大学の同級生であった様々な演奏者らとともに「チャンチキトルネエド」の活動をスタートさせる。「肉体限界のスピードに挑戦」「電力がなくても音楽を奏でること」「街から得たファンタジーを街にかえす」「都市生活者の応援歌」といったメッセージを繰り出し続け、数多くの曲を作り、また本田の実験精神に呼応する若い演奏家ら（その多くは当時、東京芸術大学の学生であった）とともに、発表を始める。

## 作風
やがてその心に残る郷愁的メロディーと、チャンチキなどの和楽器を採り入れたブラスアンサンブルのサウンド、現代音楽の作曲技術に立脚した構成、そして本田のやや風変わりでスポーティな指揮＝パフォーマンスで「チャンチキトルネエド」は注目を集めるようになる。在学中から、各所でのライブを行い、横浜市の広報キャンペーン曲の作曲や同CMへの出演、ファッションブランド「シアタープロダクツ」のショー音楽を作曲するなど、活動は広がった。また、TOKYO FILMEX で無声映画『港の日本娘』（清水宏監督作品）に書きおろした生演奏の演目では、ジャズの要素も取り入れた新境地を垣間見せた。
一方現代音楽の分野でもその才能は着実に評価され、日本現代音楽協会主催の「第18回 現音作曲新人賞」を受賞。その後大作「Chamber Orchestra in Ching Dong Stadium」を発表した演奏会では「佐治敬三賞」を受賞。類い稀な才能で期待を集めるが、2004年26歳で自死により他界する。
実質5年の作曲家としての人生のうちに、100余曲もの作品を遺した。いまだにその音楽はもちろん、彼の思想やドローイングは多くの表現者に刺激を与えている。

## ディスコグラフィー
「ニシへヒガシへ」リトルモア・レコーズ／TLCA-1018

## 作品リスト（一部）
- 「No.0 欧羅巴へ極東へ」(1999)
  - chantiki tornade 第一回公演 / ギャラリー・ル・デコ 渋谷
- 「No.1 チンドンのテーマ 初演版」(1999)
  - chantiki tornade 第一回公演 / ギャラリー・ル・デコ 渋谷
- 「No.2 チ・チドリー」(1999)
  - chantiki tornade 第一回公演 / ギャラリー・ル・デコ 渋谷
- 「No.3 Super 葉牡丹 初演版」(1999)
  - chantiki tornade 第一回公演 / ギャラリー・ル・デコ 渋谷
- 「No.4 イロウタ」(1999)
  - chantiki tornade 第一回公演 / ギャラリー・ル・デコ 渋谷
- 「パート 1 マシンガンサックス」(2000)
  - 東京芸術大学作曲科二重奏作品審査会 / 東京芸術大学第六ホール
- 「No.5 マタタビキャンディ」(2000)
  - CHING-DONG お座敷 mode / 谷中初音ホール
- 「No.6 荒野といく」(2000)
  - CHING-DONG お座敷 mode / 谷中初音ホール
- 「No.7 Cherrio 初期版」(2000)
  - CHING-DONG お座敷 mode / 谷中初音ホール
- 「No.8 モルヒネフラッシュ 初期版」(2000)
  - CHING-DONG お座敷 mode / 谷中初音ホール
- 「チンドンスマイルブラザーズエキセントリックホラーショー 初演版」(2000)
- 「No.12 ピンクサーカス」(2001)
  - chantikiDUB つつじヶ丘児童館
- 「Suzuki 装置」(2001)
  - chantikiDUB つつじヶ丘児童館
- 「Two スモウレスラー in Gucchi」作詞 平山佳子(2001)
  - chantikiDUB つつじヶ丘児童館
- 「ウィンドウショッピングダブ」(2001)
  - chantikiDUB つつじヶ丘児童館
- 「ストイックボーヤ」(2001)
  - chantikiDUB つつじヶ丘児童館
- 「チキンボーイズクライシス」(2001)
  - chantikiDUB つつじヶ丘児童館
- 「パート 2 マシンガンサックス 改訂版 2-1」(2001)
  - chantikiDUB つつじヶ丘児童館
- 「本田ポンプのテーマ」(2001)
  - chantikiDUB つつじヶ丘児童館
- 「2.2.7.」(2001)CHING-DONG の移動広告テント
  - 横浜トリエンナーレ会場 / 赤レンガ倉庫前
- 「gogo チンドンバンド」(2001)CHING-DONG の移動広告テント
  - 横浜トリエンナーレ会場 / 赤レンガ倉庫前
- 「チャンチキトルネエドトリオのためのファンファーレ」(2001)
  - THEATRE PRODUCTS 設立日お披露目パーティー / リトルモアギャラリー
- 「バスルームに流れてトリオ版」(2001)
  - THEATRE PRODUCTS 設立日お披露目パーティー / リトルモアギャラリー
- 「チンドン」(2001)
  - 第18回現音作曲新人賞受賞 / 横浜みなとみらいホール
- 「団地サーキット」(2001)
  - Makikomu S309 東京芸術大学サクソフォーン科演奏会 / 川口リリアホール
- 「パート2 団地サーキット for Percussion quartet」(2001)
  - 日本打楽器協会主催パーカッションフェスティバル/ 国立オリンピック記念青少年総合センター